# Löbach (Hennef)
Löbach ist ein Ortsteil der Stadt Hennef (Sieg) im Rhein-Sieg-Kreis in Nordrhein-Westfalen. 

## Lage
Der Ort liegt in einer Höhe von 195 Metern über N.N. in der Gemarkung Süchterscheid auf den Hängen des Westerwaldes, aber noch im Naturpark Bergisches Land. Nachbarorte sind Darscheid im Osten und Sommershof im Südwesten.

## Geschichte
1910 gab es in Löbach die Haushalte Witwe Matthias Becker, die Ackerer Wilhelm Dahlhausen senior und junior, Scheiner Wilhelm Dasbach, Ackerer Heinrich Klein, Ackerin Helene Klein, Ackerin Witwe Heinrich Müller, Ackerer Josef Wißborn und Tagelöhner Peter Wissmann.
Bis zum 1. August 1969 gehörte Löbach zur Gemeinde Uckerath. Im Rahmen der kommunalen Neugliederung des Raumes Bonn wurde Uckerath, damit auch der Ort Löbach, der damals neuen amtsfreien Gemeinde „Hennef (Sieg)“ zugeordnet.

## Baudenkmäler
Als Baudenkmal unter Denkmalschutz steht in Löbach eine Fachwerkhofanlage (Löbach 3).

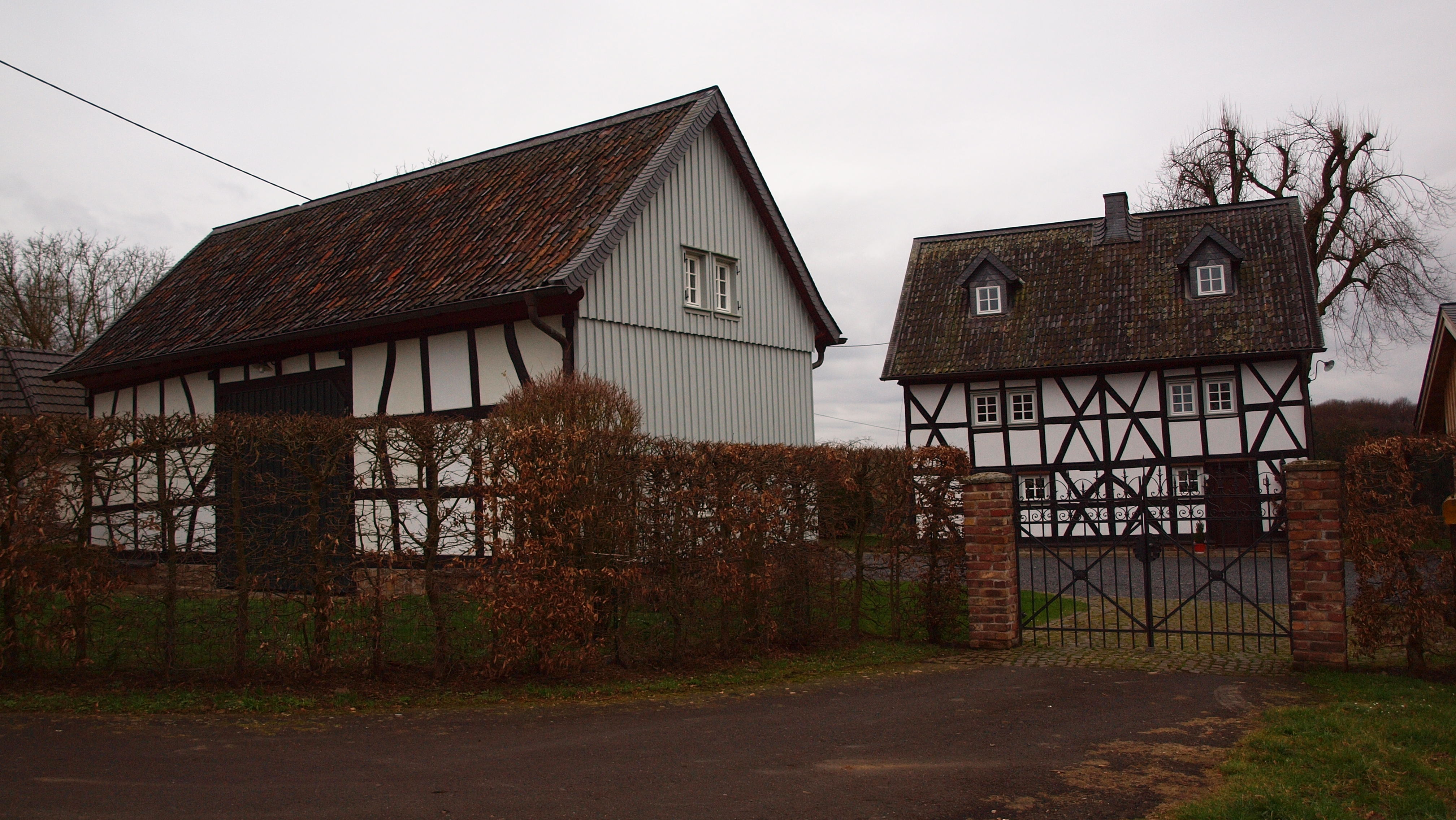
Fachwerkhofanlage Löbach 3 (2015)